# 毒娘
『毒娘』（どくむすめ）は、2024年4月5日に公開された日本映画。監督は内藤瑛亮、主演は佐津川愛美。R15+指定。
10代の女子と新しく家族となる継母の関係を軸に、謎の少女「ちーちゃん」と家族の壮絶な争いを描くホラームービー。 
2011年にインターネットの匿名掲示板で話題となった、ある新婚家族の出来事をモチーフとしたオリジナル脚本による。 
「ちーちゃん」のキャラクターデザインを担当した押見修造により、映画と連動したオリジナルストーリーが展開される、漫画『ちーちゃん』が『週刊ヤングマガジン』（講談社）にて2024年7号より同年15号まで連載された。同作では映画の前日譚が描かれている。

## あらすじ
深瀬萩乃は家庭には恵まれない女性だったが、今の夫・篤紘と結婚し、その連れ子の娘・萌花の3人で中古の一軒家に引っ越してきて、幸せな家庭生活を送っていた。
そんなある日、外出中の萩乃に萌花から助けを求める悲痛な声の電話がかかってくる。萩乃は慌てて帰宅するが、そこには大きな鋏を握りしめた見知らぬ少女が萌花に馬乗りになっている姿があった。室内は酷く荒らされており、萌花の服もずたずたに切り裂かれている。
謎の少女は「ちーちゃん」といい、以前にこの家で暮らしていたが、ある事件を起こして町を去ったはずだった。彼女の出現によって、一見幸せに見えた萩乃たち家族が無意識に押し隠そうとしていた「毒」が晒されていき、悪夢のような日々が始まる。

## キャスト

### 主要人物
深瀬萩乃（ふかせ はぎの）
演 - 佐津川愛美
専業主婦。新婚の夫・篤紘とその連れ子・萌花、家族3人で一軒家に引っ越してくる。
以前は衣装デザイナーで萌花からせがまれてデザインを教えている。
深瀬萌花（ふかせ もえか）
演 - 植原星空
中学2年生。萩乃と篤紘の娘。篤紘の連れ子。
深瀬篤紘（ふかせ あつひろ）
演 - 竹財輝之助
萩乃の夫で萌花の父親。マーケターをしている。
ちーちゃん
演 - 伊礼姫奈
かつて萩乃たちの住む家に住んでいた見知らぬ少女。無邪気な悪意に満ちている。
一見幸せそうな萩乃たちが隠そうとしていた「毒」を暴き出していく。

### 周辺人物
川添皐月
演 - 馬渕英里何、
深瀬家のご近所に住むシングルマザー。娘の椿と2人暮らし。
ちーちゃんのことも知っており、何かと萩乃たちを心配する。
川添椿
演 - 凛美
皐月の娘。中学2年生。ダンスをしており、皐月の依頼で萩乃と萌花がダンスの衣装を作っている。
磯部薫
演 - 内田慈
萩乃の元仕事仲間。萩乃に衣装デザインの仕事を依頼している。
山脇秋子
演 - クノ真季子
生活安全課の巡査部長。萩乃からちーちゃんのことを相談される。

## スタッフ
- 監督 - 内藤瑛亮
- 脚本 - 内藤瑛亮、松久育紀[9]
- 音楽 - 有田尚史[9]
- ちーちゃんキャラクターデザイン - 押見修造[9]
- 製作 - 村上潔、藤本款[10]
- プロデューサー - 山口幸彦、秋山智則、宮崎大[10]
- ラインプロデューサー - 戸山剛[10]
- 宣伝プロデューサー - 小口心平[10]
- 撮影 - 伊集守忠[10]
- 録音 - 高島良太[10]
- 美術 - 小林楽子[10]
- スタイリスト - キクチハナカ
- ヘアメイク - 高橋亮
- 特殊メイク・造形 - 百武朋
- VFXスーパーバイザー - オダイッセイ
- アクションコーディネーター - 富田稔
- 編集 - 冨永圭祐[10]
- 助監督 - 中村洋介[10]
- 制作担当 - 三村薫[10]
- 制作プロダクション - ジャングルドラム[10]
- 製作 -「毒娘」製作委員会（キングレコード、クロックワークス）[10]
- 配給 - クロックワークス[9]